# Estação Amadora Este
Amadora Este é uma estação do Metropolitano de Lisboa. Situa-se no Município da Amadora, em Portugal, entre as estações Reboleira e Alfornelos da Linha Azul. Foi inaugurada a 15 de maio de 2004 em conjunto com a estação Alfornelos, no âmbito da expansão desta linha à zona da Falagueira, na Amadora.
Até poucos dias da inauguração, o nome anunciado para a estação era Falagueira (nome do bairro onde a estação se insere), repetidamente anunciado em material publicado pelo Metropolitano de Lisboa, e inclusive utilizado na sinalética de algumas estações, tendo a mesma sido substituída dias antes da inauguração deste prolongamento.

## Descrição
Esta estação está localizada na Praça São Silvestre, na confluência da Estrada dos Salgados com a Rua Manuel Ribeiro Paiva e a Travessa da Quina do Pau. O projeto arquitetónico é da autoria do arquiteto Leopoldo de Almeida Rosa e as intervenções plásticas da pintora Graça Morais. À semelhança das mais recentes estações do Metropolitano de Lisboa, está equipada para poder servir passageiros com deficiências motoras, contando com vários elevadores e escadas rolantes que facilitam o acesso às plataformas.
A estação tem um átrio central a partir do qual saem os três acessos para o exterior, dois para sul e um para norte. O átrio situa-se por cima das plataformas, estando limitado por varandins. As paredes altas das plataformas, que são as mesmas do átrio central, são em tons de amarelo e azul, representativos da terra e do céu respetivamente; o cromatismo das paredes e a amplitude do espaço devem-se à tentativa de fazer transmitir aos passageiros a sensação de um espaço aberto, natural. O pavimento é em grés porcelânico e betonilha. Quanto à intervenção de Graça Morais, sobre os painéis dos tímpanos (paredes dos topos da estação) pintados de amarelo estão desenhadas folhas de vinha enormes que deixam transparecer a ideia de memórias ocultas sobre os espaços rurais.

## Acessos
Esta estação conta com três acessos pedonais e um elevador entre o átrio e a superfície:
- Acesso 1 - está localizado no passeio poente do prolongamento da Travessa da Quina do Pau, junto à Praça São Silvestre. Está direcionado para sul e conta com escadas pedonais.
- Acesso 2 - está localizado no centro da Praça São Silvestre. Está direcionado para poente e conta com uma escada mecânica assim como escadas pedonais.
- Acesso 3 - está localizado no passeio norte da Praça São Silvestre. Está direcionado para nascente e conta com uma escada mecânica assim como escadas pedonais.
- Elevador - está localizado no centro da Praça São Silvestre, direcionado para nascente.

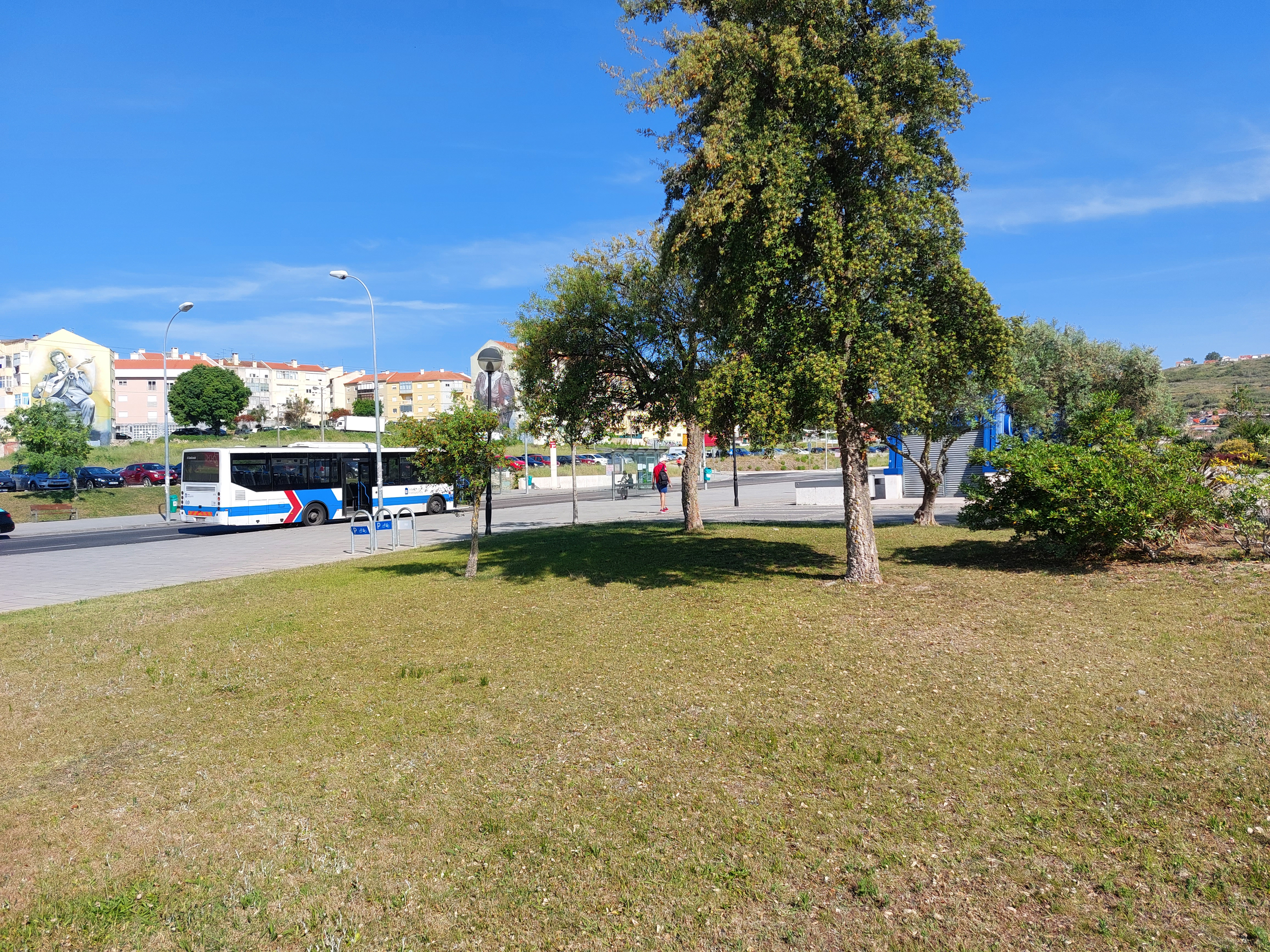
Envolvente da estação (Acesso 1)
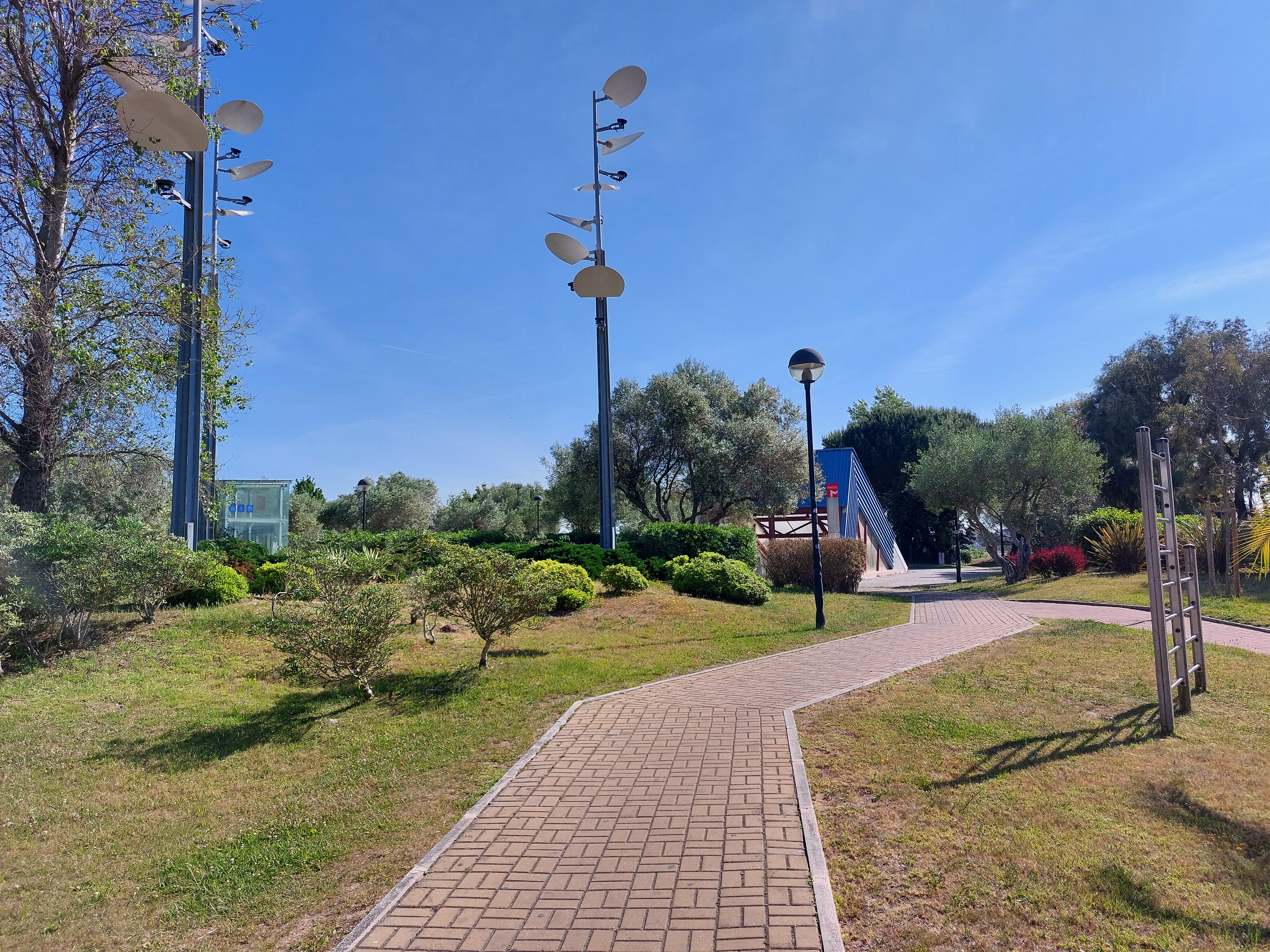
Envolvente da estação (Acesso 2 e Elevador)